# Зигмар Вецлих
Зигмар Вецлих (16. новембар 1947 — 18. април 2019) био је источнонемачки фудбалер.

## Биографија
Вецлих је читаву каријеру провео у свом матичном клубу, Динаму из Дрездена. Три пута је освајао Прву лигу Источне Немачке 1971, 1973, 1976, а једном национални куп 1971. године.
За репрезентацију Источне Немачке је одиграо 24 утакмице. Као члан олимпијског тима Источне Немачке, освојио је бронзану медаљу на играма у Минхену 1972. године. Учествовао је на ФИФА Светском првенству 1974. године у Западној Немачкој.

## Успеси

### Клуб
Динамо Дрезден
- Прва лига Источне Немачке: 1971, 1973, 1976.
- Куп Источне Немачке: 1971.

### Репрезентација
Источна Немачка
- Олимпијске игре: бронзана медаља Минхен 1972.